# Hiller VZ-1 Pawnee
Hiller VZ-1 Pawnee — летательный аппарат («летающая платформа») фирмы Hiller Aircraft c двумя соосными винтами, заключенными в дюралюминиевое кольцо-кожух, которые приводились во вращение двумя двигателями Nelson H-56 воздушного охлаждения. В центре платформы находилась площадка для пилота, пульт управления и несколько приборов.. Скорость и направление движения аппарата пилот мог изменять, смещая положение своего тела. Всего было построено 6 аппаратов трех типов, отличающихся силовыми установками и размерами кольцевого кожуха. Первый полет состоялся 9 февраля 1955 года. Программа была закрыта в 1963 году.